# Dean (ca sĩ Hàn Quốc)
Kwon Hyuk (sinh ngày 10 tháng 11 năm 1992), thường được biết đến với nghệ danh Dean (được viết cách điệu thành DΞΔN), là một ca sĩ-nhạc sĩ và nhà sản xuất âm nhạc người Hàn Quốc. Anh phát hành mini-album đầu tay 130 Mood: TRBL năm 2016, và đã từng cộng tác với nhiều nghệ sỹ Hàn Quốc và Mỹ.

## Tiểu sử
Dean sinh ra và lớn lên tại Hongeun-dong, Seoul. Anh có hứng thú với nhạc hip hop và rap Mỹ khi đang học cấp hai, và bắt đầu hát khi lên cấp ba. Ban đầu Dean sáng tác nhạc trong phòng ngủ của mình và giữ bí mật với gia đình, tuy nhiên sau đó bố mẹ đã ủng hộ quyết định trở thành ca sĩ của anh.

## Sự nghiệp

### Khởi đầu
Dean bắt đầu sự nghiệp của mình ở tuổi 16 bằng việc biểu diễn cùng nghệ sĩ hip-hop Keith Ape.
Năm 18 tuổi, anh bắt đầu sáng tác cho các nghệ sĩ K-pop dưới nghệ danh Deanfluenza (ghép giữa tên nam diễn viên James Dean - người có hình tượng nổi loạn đã tạo cảm hứng cho Dean, và từ tiếng Anh "influenza" có nghĩa "bệnh cúm", bởi anh mong nhạc mình viết sẽ tạo ra sự "lây lan" trong nền âm nhạc cũng như căn bệnh này trong đời sống).
Ở tuổi 20, anh gia nhập Joombas Music Group của CEO Hyuk Shin và làm việc cùng nhóm sáng tác của một công ty ở Los Angeles, Mỹ nơi đã sản xuất "One Less Lonely Girl" của Justin Bieber, "Growl" của EXO. Tên anh đã xuất hiện trong phần giới thiệu của các bài hát: "Black Pearl" của EXO và "Voodoo Doll" của VIXX.

### 2015: Ra mắt tại Mỹ và Hàn Quốc
Dean ra mắt tại Mỹ vào tháng 7 năm 2015 với đĩa đơn "I'm Not Sorry" có sự góp mặt của ca sỹ từng đoạt giải Grammy Eric Bellinger. Điều này đã khiến anh trở nên khác biệt với những nghệ sỹ Hàn Quốc khác - những người bắt đầu sự nghiệp tại quê nhà trước.
Sau đó anh hợp tác với Mila J trong ca khúc "Here & Now" và với Anderson Paak trong "Put My Hands on You".
Tháng Mười năm 2015, Dean ra mắt tại Hàn Quốc. Đĩa đơn thứ hai của anh mang tên "Pour Up" có sự góp mặt của rapper Zico, đã giành chiến thắng ở hạng mục Bài hát R&B/Soul xuất sắc nhất tại lễ trao giải Korean Music Awards lần thứ 13 diễn ra vào tháng 2 năm 2016. Anh cũng đã hợp tác với các nghệ sỹ hiphop và R&B như Zion.T, Crush và Junggigo trong bài hát "247", Dok2 trong bài hát "I Love It", và Dynamic Duo trong bài hát "How You Doin'?".

### 2016: SXSW, mini-album130 Mood: TRBLvà lễ trao giải MAMA
Tháng Một năm 2016, Dean biểu diễn tại chương trìnhYoo Hee-yeol's Sketchbook, cũng như phát hành đĩa đơn thứ ba "What 2 Do", với sự góp mặt của Crush và Jeff Bernat và tham gia chương trình truyền hình Two Yoo Project Sugar Man với tư cách là nhà sản xuất âm nhạc.
Tháng Ba năm 2016, Dean trở thành nghệ sĩ châu Á đầu tiên biểu diễn tại Spotify House trong lễ hội âm nhạc SXSW bên cạnh các nghệ sĩ quốc tế như Miguel và Chvrches, và nhận được sự chú ý từ một số tạp chí âm nhạc Mỹ.
Ngày 21 và 23 tháng Ba, anh lần lượt phát hành video âm nhạc cho hai bài hát "Bonnie & Clyde" và "D (Half Moon)" nhằm mở đường cho mini-ablum đầu tay của mình. Mini-album có tên gọi 130 Mood: TRBL, do anh viết nhạc và sản xuất cùng các cộng sự, được phát hành vào ngày 24 tháng Ba. 130 Mood: TRBL đã đạt thứ hạng cao nhất ở vị trí thứ 10 trên bảng xếp hạng album Hàn Quốc Gaon và thứ 3 trên bảng xếp hạng World Albums của Billboard, trong đó ca khúc "Bonnie & Clyde" xếp thứ 12 tại bảng xếp hạng các ca khúc nhạc số toàn cầu của Billboard. Mini-album này đã nhận được nhiều phản ứng tích cực từ giới phê bình, đặc biệt với các ca khúc "Pour Up", "21" và "What 2 do".
Tháng Tư năm 2016, anh xuất hiện trên số phát hành hàng tháng của tạp chí Vogue Korea cùng Club Eskimo - nhóm nghệ sỹ underground mà anh tham gia, thường biểu diễn tại các club ở Hàn Quốc.
Tháng Năm năm 2016, Dean biểu diễn tại lễ hội âm nhạc Seoul Jazz Festival diễn ra ở Seoul, Hàn Quốc.
Đầu tháng 6 năm 2016, Dean tiếp tục biểu diễn tại sân khấu của You Hee-yeol's Sketchbook, sau đó tổ chức concert ra mắt tại New York trong câu lạc bộ đêm "huyền thoại" Copacabana. Tuy nhiên, do sự cố kĩ thuật, concert phải thay đổi địa điểm dù đã bán hết vé cho cả ngày hôm sau.
Cuối tháng 6 năm 2016, anh góp mặt trong ca khúc "Starlight" từ mini-album Why của Taeyeon, và sau đó xuất hiện với tư cách khách mời trong chuyến lưu diễn Butterfly Kiss của cô vào cuối tháng Bảy. Cũng trong cuối tháng Bảy, anh đã biểu diễn tại lễ hội âm nhạc Jisan Valley Rock Festival diễn ra ở Ansan, Hàn Quốc. Định dạng âm nhạc 88rising đã gọi anh với cái tên "Hoàng tử R&B Châu Á". Dean cũng biểu diễn tại sự kiện KCON 2016 diễn ra cùng tháng ở Los Angeles, Mỹ.
Tháng Tám năm 2016, Dean tổ chức buổi diễn "DEAN: The Philippine Promo Tour" tại Quezon, Phillipines, và sau đó biểu diễn tại lễ hội âm nhạc Seoul Soul Festival 2016 diễn ra ở Seoul, Hàn Quốc. Anh cũng tiếp tục sản xuất hai ca khúc cho các thí sinh của chương trình truyền hình Unpretty Rapstars 3.
Tháng Chín năm 2016, Dean biểu diễn tại các bang Selangor, Penang và Kuala Lumpur, Malaysia trong "My FM Dare Dare Come 2.0 Roadshow" và Malaysian Music Awards (AIM 2016).
Tháng Mười năm 2016, anh được đề cử trong hai hạng mục của Mnet Asian Music Awards 2016, gồm Bài hát của năm và Màn biểu diễn khoe giọng xuất sắc nhất của nghệ sỹ nam với bài hát "D (Half Moon)".
Đầu tháng 11 năm 2016, tạp chí danh tiếng TIME đã phỏng vấn anh về con đường của các nghệ sỹ Hàn Quốc khi tấn công sang thị trường âm nhạc Mỹ, cùng với CL và Eric Nam. Cũng trong tháng này, anh và Zico, Crush cho ra mắt đĩa đơn và video âm nhạc "Bermuda Triangle".
Tháng Mười hai năm 2016, "Bermuda Triangle" vừa ra mắt bảng xếp hạng các ca khúc nhạc số toàn cầu của Billboard đã đạt vị trí thứ 3. Một tuần sau đó, ca khúc này đã chiến thắng cúp hàng tuần của sân khấu âm nhạc Inkigayo, Hàn Quốc. Cũng trong cùng tháng, mini-album 130 Mood: TRBL đã đứng thứ 5 trong danh sách phê bình "10 album K-pop hay nhất năm 2016" của Billboard K-Town, các ca khúc có sự tham gia của anh như "Bermuda Triangle" xếp hạng nhất tại danh sách "20 bài hát K-pop hay nhất 2016", và "Shut Up & Groove" hát cùng nữ ca sỹ Heize xếp hạng 9.
2017: Đĩa đơn "Limbo" và Show Me the Money 6
Tháng Hai năm 2017, Dean ra mắt đĩa đơn "Limbo" gồm hai ca khúc "Come Over" hát cùng Baek Ye-rin và "The Unknown Guest", đã nhanh chóng leo lên thứ hạng cao tại các bảng xếp hạng nhạc Hàn Quốc.
Tháng Tư năm 2017, Dean tiếp tục kết hợp cùng đồng nghiệp - bạn thân Zico, trở thành bộ đôi giám khảo và nhà sản xuất âm nhạc cho chương trình hiphop Show Me The Money mùa thứ 6.

## Danh sách đĩa nhạc

### Album
| Album          | Thông tin                                                        | Thứ hạng cao nhất | Thứ hạng cao nhất | Thứ hạng cao nhất | Doanh số    |
| Album          | Thông tin                                                        | HQ Gaon           | Mỹ World          | Mỹ Heat           | Doanh số    |
| Mini-album     | Mini-album                                                       | Mini-album        | Mini-album        | Mini-album        | Mini-album  |
| -------------- | ---------------------------------------------------------------- | ----------------- | ----------------- | ----------------- | ----------- |
| 130 Mood: TRBL | - Phát hành: 24 tháng 3 năm 2016 - Hãng đĩa: Joombas & Universal | 10                | 3                 | 22                | - HQ: 7.590 |

### Đĩa đơn
| Bài hát                                             | Năm                       | Thứ hạng cao nhất         | Thứ hạng cao nhất         | Doanh số                  | Album                         |
| Bài hát                                             | Năm                       | HQ Gaon                   | Mỹ World                  | Doanh số                  | Album                         |
| Với tư cách nghệ sĩ chính                           | Với tư cách nghệ sĩ chính | Với tư cách nghệ sĩ chính | Với tư cách nghệ sĩ chính | Với tư cách nghệ sĩ chính | Với tư cách nghệ sĩ chính     |
| --------------------------------------------------- | ------------------------- | ------------------------- | ------------------------- | ------------------------- | ----------------------------- |
| "I'm Not Sorry" (hợp tác với Eric Bellinger)        | 2015                      | —                         | —                         | - HQ: 335.619             | Đĩa đơn không nằm trong album |
| "Put My Hands on You" (hợp tác với Anderson Paak)   | 2015                      | —                         | —                         | - HQ: 81.569              | Đĩa đơn không nằm trong album |
| "I Love It" (hợp tác với Dok2)                      | 2015                      | —                         | —                         | - HQ: 20.463              | 130 Mood: TRBL                |
| "Pour Up" (hợp tác với Zico)                        | 2015                      | 96                        | —                         | - HQ: 25.562              | 130 Mood: TRBL                |
| "What 2 Do" (hợp tác với Crush và Jeff Bernat)      | 2016                      | 41                        | —                         | - HQ: 132.075             | 130 Mood: TRBL                |
| "Bonnie & Clyde"                                    | 2016                      | —                         | 12                        | - HQ: 19.979              | 130 Mood: TRBL                |
| "D (Half Moon)" (hợp tác với Gaeko)                 | 2016                      | 15                        | —                         | - HQ: 719.502             | 130 Mood: TRBL                |
| Với tư cách khách mời                               |                           |                           |                           |                           |                               |
| "How You Doin'?" (Dynamic Duo hợp tác với Dean)     | 2015                      | 38                        | —                         | - HQ: 69.188              | Grand Carnival                |
| "247" (Junggigo hợp tác với Zion. T, Crush và Dean) | 2015                      | 14                        | —                         | - HQ: 163.903             | Đĩa đơn không nằm trong album |
| "Bad Vibes Lonely" (Dok2 hợp tác với Dean)          | 2016                      | —                         | —                         | —                         | Đĩa đơn không nằm trong album |
| "Shut Up & Groove" (Heize hợp tác với Dean)         | 2016                      | 27                        | 24                        | - HQ: 170.299             | Đĩa đơn không nằm trong album |
| "Starlight" (Taeyeon hợp tác với Dean)              | 2016                      | 5                         | 6                         | - HQ: 342.169             | Why                           |
| "And July" (Heize hợp tác với Dean và DJ Fritz)     | 2016                      | —                         | —                         | —                         | And July                      |

## Đề cử và giải thưởng
| Năm  | Giải thưởng              | Hạng mục                         | Được đề cử         | Kết quả   |
| ---- | ------------------------ | -------------------------------- | ------------------ | --------- |
| 2016 | 13th Korean Music Awards | Best R&B/Soul Song               | "Pour Up"          | Đoạt giải |
| 2016 | Melon Music Awards       | Best Dance Song                  | "D (Half Moon)"    | Đề cử     |
| 2016 | Mnet Asian Music Awards  | Best Vocal Performance Male Solo | Himself            | Đề cử     |
| 2016 | Mnet Asian Music Awards  | Song of the Year                 | "D (Half Moon)"    | Đề cử     |
| 2017 | Gaon Chart Music Awards  | Discovery of the Year - R&B      | Himself            | Đoạt giải |
| 2017 | Korean Hip-hop Awards    | Artist of the Year               | Himself            | Đề cử     |
| 2017 | Korean Hip-hop Awards    | Album of the Year                | 130 Mood: TRBL     | Đề cử     |
| 2017 | Korean Hip-hop Awards    | R&B Track of the Year            | "D (Half Moon)"    | Đoạt giải |
| 2017 | Korean Hip-hop Awards    | Collaboration of the Year        | "Bermuda Triangle" | Đề cử     |
| 2017 | Korean Hip-hop Awards    | Collaboration of the Year        | "And July"         | Đề cử     |
| 2017 | 14th Korean Music Awards | Best R&B/Soul Album              | 130 Mood: TRBL     | Đề cử     |
| 2017 | 14th Korean Music Awards | Best R&B/Soul Song               | "21"               | Đề cử     |